# Chris Boardman (compositore)
Chris Boardman (Glendale, ...) è un compositore, arrangiatore e direttore d'orchestra statunitense.
Ha composto musiche per film e serie televisive, tra cui: Codice Magnum, Payback - La rivincita di Porter e Ancora tu.

## Filmografia parziale

### Cinema
- Codice Magnum (Raw Deal), regia di John Irvin (1986)
- Il piacere del sangue (Bordello of Blood), regia di Gilbert Adler (1996)
- Payback - La rivincita di Porter (Payback), regia di Brian Helgeland (1999)
- Homeland Security (My Mom's New Boyfriend), regia di George Gallo (2008)

### Televisione
- Ancora tu (You Again?) - serie TV, 13 episodi (1986)
- Il volto della morte (Face of Evil) - film TV, regia di Mary Lambert (1996)
- I racconti della cripta (Tales from the Crypt) - serie TV, 1 episodio (1996)
- L'uomo sbagliato (Sleeping with the Devil) - film TV, regia di William A. Graham (1997)
- Blood Crime - L'aggressione (Blood Crime) - film TV, regia di William A. Graham (2002)

## Premi
- BMI Film & TV Award - vinto nel 1999 per Payback - La rivincita di Porter.[2]